# Grijswangzanger
De grijswangzanger (Myiothlypis griseiceps; synoniem: Basileuterus griseiceps) is een zangvogel uit de familie Parulidae (Amerikaanse zangers). Het is een bedreigde, endemische vogelsoort in  Venezuela.

## Kenmerken
De vogel is 14 cm lang. Van boven is de vogel olijfgroen met grijs op de kop en een korte witte wenkbrauwstreep. De buik en borst zijn heldergeel.

## Verspreiding en leefgebied
Deze soort is endemisch in noordoostelijk Venezuela in een berggebied op de grens van de deelstaten Sucre, Anzoátegui en Monagas. De leefgebieden liggen in natuurlijk montaan bos op hoogten tussen de 1400 en 2100 meter boven zeeniveau, waar de vogel verblijft in de dichte ondergroei langs bosranden.

## Status
De grootte van de populatie werd in 2016 door BirdLife International geschat op 1,5 tot 7 duizend volwassen individuen en de populatie-aantallen nemen af door habitatverlies. Het leefgebied wordt aangetast door ontbossing waarbij natuurlijk bos wordt omgezet in gebied voor agrarisch gebruik zoals de teelt van koffie. Om deze redenen staat deze soort als bedreigd op de Rode Lijst van de IUCN.